# Хиславичи
Хиславичи (рус. Хиславичи) насељено је место са административним статусом варошице (рус. посёлок городского типа) на западу европског дела Руске Федерације. Насеље је смештено у централном делу Хиславичког рејона чији је уједно административни центар, на југозападу Смоленске области.
Према процени из 2014. у вароши је живело 3.763 становника.

## Географија
Варошица се налази на десној обали реке Сож (леве притоке Дњепра), на око 35 км југозападно од железничке станице Починок на линији Смоленск—Рослављ.

## Историја
Насеље се у писаним изворима први пут помиње 1526. као имање књаза Андреја Порховског.
Садашњи административни статус има од 1965. године. Током XVIII века насеље је било делом Мсциславског војводства Пољско-литванске заједнице (пољ. Chosławicze). Након поделе Пољске постаје делом Руске Империје, односно Могиљовске губерније. Већинско становништво вароши током XIX века чинили су Јевреји са уделом од 3.642 житеља од укупно 4.361 становника. У насељу је у том периоду постојало чак 8 синагога и две православне цркве.
Административним центром Хиславичког рејона постаје 1928. године када је рејон и формиран (изузев периода 1963—1965. када је био делом Монастиршчинског рејона).
Током Другог светског рата фашисти су у насељу формирали гето за Јевреје који се налазио у Пролетерској улици.

## Демографија
Према подацима са пописа становништва 2010. у варошици је живело 4.138 становника, док је према проценама за 2014. насеље имало 3.763 становника.
| 1959. | 1970. | 1979. | 1989. | 2002. | 2010. | 2014. |
| ----- | ----- | ----- | ----- | ----- | ----- | ----- |
| 3.785 | 3.682 | 4.451 | 5.013 | 4.617 | 4.138 | 3.763 |